# Toquí de Mérida
El toquí de Mérida (Atlapetes meridae) és un ocell de la família dels passerèl·lids (Passerellidae).

## Descripció
Els adults pesen uns 30 g i fan de 17,5 a 18 cm de llarg. Per sobre el cos de l'adult és color verd oliva que es fusiona amb groc llimona per sota; les ales i la cua són verd oliva. El cap té una corona de castanya, una màscara negra, el mentó té una franja blanca i la gola és groga. El juvenil és més apagat, també de color verd oliva per sobre i groc fosc per sota. El patró del cap és similar al de l'adult, però apagat.

## Distribució i hàbitat
El toquí de Mérida és endèmic del nord-oest de Veneçuela. És un resident durant tot l'any dels Andes occidentals de Veneçuela, a Mèrida i la part oriental dels departaments de Táchira. Prefereix el bosc d'arbres baixos (5-8 m) humit i els boscos dominants de roure i és un ocell de sotabosc dens que inclou falgueres i bambú dins i al llarg dels límits d'aquests boscos. També habita en boscos més secs amb sotabosc dens i tolera els hàbitats alterats. El toquí de Mérida es troba principalment entre 1.600 i 2.500 m, però s'ha arribat a trobat a cotes més baixes (1.000 m).

## Comportament i ecologia
El toquí de Mérida s'alimenta principalment d'artròpodes, fruits i baies. Acostuma a alimentar-se des del sòl fins a 10 m en arbustos i arbres. Normalment s'alimenta i viatja en parelles o grups familiars, però també s'unirà a grups d'espècies mixtes. Encara que normalment roman amagat entre una vegetació densa, sembla que tolera els observadors humans.
Gairebé no se sap res sobre la biologia reproductiva del toquí de Mérida. No s'ha descrit el festeig, el comportament en un niu ni el niu en sí. S'han vist cries: un ocell juvenil a Perijá a l'agost i cries a Mèrida al maig i juny.

## Taxonomia i sistemàtica
Les llistes de verificació d'eBird/Clements i Howard i Moore encara inclouen el toquí de Mérida com a subespècie del toquí bigotut (A. albofrenatus meridaeas), però cal tenir en compte que podria ser una espècie completa. De fet, el Congrés Ornitològic Internacional (IOC) a partir del 25 de gener de 2016 (v6.1) i el Handbook of the Birds of the World a partir del 2017, basant-se en l'estudi de Donegan et al. 2014 l'han acceptat com una espècie completa.